# Elaphognathia nunomurai
Elaphognathia nunomurai là một loài chân đều trong họ Gnathiidae. Loài này được Ota, Tanaka, Hirose & Hirose miêu tả khoa học năm 2010.